# Esters bok
Esters bok är en skrift i judendomens Ketuvim och kristendomens Gamla testamente, som handlar om den judiska flickan Ester. Boken utspelar sig omkring 480 f. Kr. i Persien under kung "Ahasveros" tredje regeringsår. Ahasveros identifieras historiskt vanligtvis med Xerxes I, även om andra tolkningar också gjorts.
I sitt berättande har boken ingen större anknytning till Gud. Den är tillsammans med Höga Visan den enda boken i Bibeln som inte nämner Gud. 
I den antika grekiska bibelöversättningen Septuaginta ingår en utökad version av Esters bok. En svensk översättning av den texten ingår i Tillägg till Gamla Testamentet under namnet Ester enligt den grekiska texten.

## Berättelsen i sammandrag

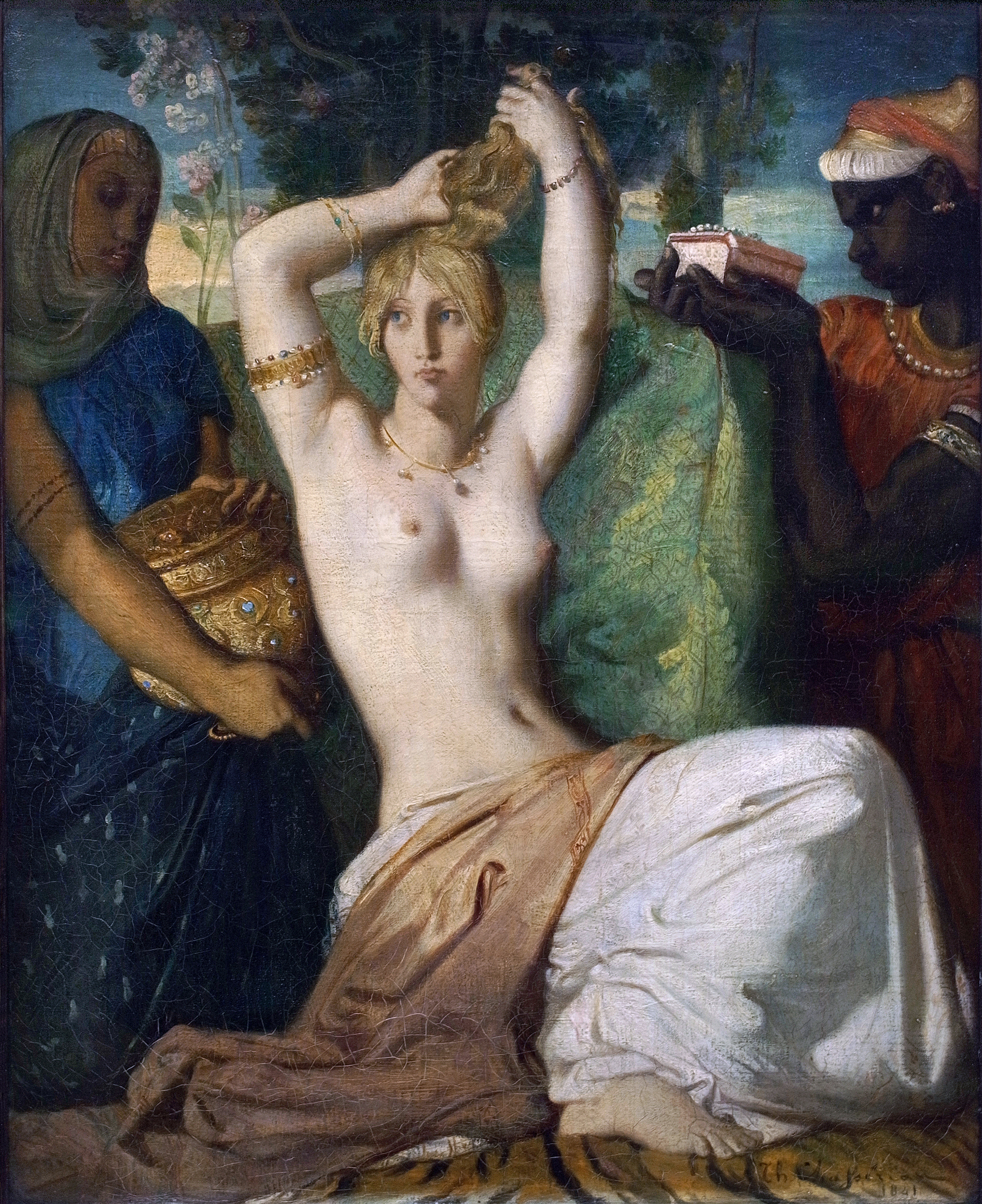
Théodore Chassériau: Ester förbereder sig för att möta Ahasverus, 1841.

Berättelsen börjar med att Ahasveros, som är härskare över det stora persiska riket, håller en påkostad bankett, initialt för hans hov och dignitärer och efteråt för alla invånare i huvudstaden, Susa. På den sjunde dagen beordrar Ahasveros sin drottning Vasti att komma och visa sin skönhet inför gästerna och bära sin krona. Hon vägrar. Ahasveros blir rasande och tar ifrån Vasti hennes position och vidtar åtgärder för att välja en ny drottning från ett urval av vackra unga kvinnor från hela riket.
En av dessa är Ester, en judisk flicka, förut kallad Hadassa, dotter till Abihail, men efter sina föräldrars död upptagen till fosterdotter av sin släkting Mordokai och tillsammans med denne bosatt i Akemenidernas huvudstad Susa. På grund av sin skönhet vinner Ester perserkonungen Ahasveros kärlek, så att han gör henne till drottning i sin förskjutna gemål Vastis ställe. Kort därefter upptäcker Mordokai en sammansvärjning av två hovmän, Bigtan och Teres, att mörda kung Ahasveros. Konspiratörerna grips och hängs upp på trä. Denna händelse nertecknas i krönikan, i kungens närvaro.
En tid därefter utser Ahasveros Haman till sin premiärminister. Mordokai, som sitter i kungens port, vägrar att böja knä och falla ner inför Haman. Haman blir ursinnig och när han upptäcker att Mordokai är jude, planerar Haman att döda inte bara Mordokai utan alla judar i riket. Han får vederbörligen Ahasveros tillåtelse att utföra denna plan, mot betalning av tio tusen talenter silver.
En natt när kungen inte kan sova ber han att få krönikan uppläst för sig och blir då påmind om Mordokai. Han inser att han inte har belönat honom för den insats han gjorde att förhindra komplotten. För att få råd om hur Mordokai ska belönas frågar han Haman hur en person som gjort kungen en stor tjänst ska belönas. Haman tror att belöningen gäller honom själv och föreslår en ceremoni där personen ska få kungliga kläder och rida på en av kungens hästar. När han sedan får order om att genomföra detta med Mordokai fylls han av ännu starkare hat.
I sin ställning som drottning lyckas Ester omintetgöra konungens gunstling Hamans mordiska anslag mot judarna i hela det vidsträckta perserriket genom att hon utverkar konungens tillåtelse för judarna att göra motstånd och döda sina vedersakare. Efteråt utfärdar Ester tillsammans med Mordokai en skrivelse till judarna med uppmaning att fira purimfesten, till minne av denna tilldragelse.
Ordet "pur" betyder lott. Haman hade kastat lott om att förgöra judarna.